# Regulator G protein signalizacije
Regulatori G protein signalizacije (ili RGS) su proteinski strukturni domeni koji aktiviraju GTPaze za heterotrimerne G-proteinske alfa-podjedinice.
RGS proteini su multi-funkcionalni, ubrzavajući proteini GTPaza, koji podstiču GTP hidrolizu alfa podjedinicama heterotrimernih G proteina, čime inaktiviraju G protein i brzo prekidaju signalni puteve G protein-spregnutih receptora. Nakon aktivacije GPCR receptora, heterotrimerni G proteini razmenjuju GDP za GTP, odvajaju se od receptora, i disociraju se u slobodnu, aktivnu GTP-vezanu alfa podjedinicu i beta-gama dimer, ova od kojih aktiviraju nizvodne efektore. Respons se okončava nakon GTP hidrolize alfa podjedinice (IPR001019), koja se zatim vezuje sa beta-gama dimerom (IPR001632 IPR001770) i receptorom. RGS proteini primetno umanjuju životni vek GTP-vezanih alfa podjedinica i stabilizuju G protein prelazno stanje.

## Primeri
Sledeći ljudski proteini sadrže ovaj domen:

## Literatura
1. ↑  Coleman DE, Berghuis AM, Lee E, Linder ME, Gilman AG, Sprang SR (1994). „Structures of active conformations of Gi alpha 1 and the mechanism of GTP hydrolysis”. Science. 265 (5177): 1405—12. PMID 8073283. doi:10.1126/science.8073283.
2. ↑  De Vries L, Farquhar MG, Zheng B, Fischer T, Elenko E (2000). „The regulator of G protein signaling family”. Annu. Rev. Pharmacol. Toxicol. 40: 235—271. PMID 10836135. doi:10.1146/annurev.pharmtox.40.1.235.

## Dodatna literatura
- Tesmer JJ, Berman DM, Gilman AG, Sprang SR (1997). „Structure of RGS4 bound to AlF4--activated G(i alpha1): stabilization of the transition state for GTP hydrolysis”. Cell. 89 (2): 251—61. PMID 9108480. doi:10.1016/s0092-8674(00)80204-4.
- Dohlman HG, Apaniesk D, Chen Y, Song J, Nusskern D (1995). „Inhibition of G-protein signaling by dominant gain-of-function mutations in Sst2p, a pheromone desensitization factor in Saccharomyces cerevisiae”. Mol. Cell. Biol. 15 (7): 3635—43. PMC 230601 . PMID 7791771. doi:10.1128/MCB.15.7.3635.
- Watson N, Linder ME, Druey KM, Kehrl JH, Blumer KJ (1996). „RGS family members: GTPase-activating proteins for heterotrimeric G-protein alpha-subunits”. Nature. 383 (6596): 172—5. PMID 8774882. doi:10.1038/383172a0.
- Berman DM, Wilkie TM, Gilman AG (1996). „GAIP and RGS4 are GTPase-activating proteins for the Gi subfamily of G protein alpha subunits”. Cell. 86 (3): 445—52. PMID 8756726. doi:10.1016/s0092-8674(00)80117-8.
- De Vries L, Mousli M, Wurmser A, Farquhar MG (1995). „GAIP, a protein that specifically interacts with the trimeric G protein G alpha i3, is a member of a protein family with a highly conserved core domain”. Proc. Natl. Acad. Sci. U.S.A. 92 (25): 11916—20. PMC 40514 . PMID 8524874. doi:10.1073/pnas.92.25.11916 .
- Dohlman HG (2009). „RGS proteins: The early days”. Prog Mol Biol Transl Sci. 86: 1—14. PMID 20374711. doi:10.1016/S1877-1173(09)86001-8.

## Spoljašnje veze
- domen[мртва веза]